# تاتیانا فردمن
تاتیانا فردمن (انگلیسی: Tatiana Ferdman؛ زادهٔ ۱۴ ژوئیهٔ ۱۹۵۷) یک بازیکن تنیس روی میز اهل روسیه است. 
وی در مسابقات کشوری و بین‌المللی در مجموع برنده ۱ مدال طلا، ۲ مدال برنز شده‌است.